# アンヘル・ビジョルド
アンヘル・ビジョルド（Ángel Villoldo, 1861年2月16日 - 1919年10月14日）はタンゴの作曲家、ギタリスト。タンゴの創始者の一人とされる。
1903年に、エル・チョクロ El chocloを発表する。この曲が、世界のタンゴ楽団によって、広く演奏されることとなる。その他、タンゴやその他の曲を多数作曲している。
アンヘル・ビジョルド作曲の有名な曲
- エル・チョクロ El choclo